# 2004 KH19
2004 KH19 est un objet transneptunien

## Caractéristiques
2004 KH19 est un objet double, les diamètres estimés sont 179 km pour le primaire et 129 km pour le satellite, ils orbitent à 13 000 km l'un de l'autre.